# Того (Айти)
Того (яп. 東郷町 То:го:-тё:) — посёлок в Японии, находящийся в уезде Айти префектуры Айти. Площадь посёлка составляет 18,03 км², население — 42 657 человек (1 июня 2014), плотность населения — 2365,89 чел./км².

## Географическое положение
Посёлок расположен на острове Хонсю в префектуре Айти региона Тюбу. С ним граничат города Нагоя, Ниссин, Тоёакэ, Кария, Миёси.

## Население
Население посёлка составляет 42 657 человек (1 июня 2014), а плотность — 2365,89 чел./км². Изменение численности населения с 1980 по 2005 годы:
| 1980 | 22 125 чел. |  |
| 1985 | 28 475 чел. |  |
| 1990 | 30 446 чел. |  |
| 1995 | 32 172 чел. |  |
| 2000 | 36 878 чел. |  |
| 2005 | 39 384 чел. |  |

## Символика
Деревом посёлка считается Ternstroemia gymnanthera , цветком — Iris sanguinea.

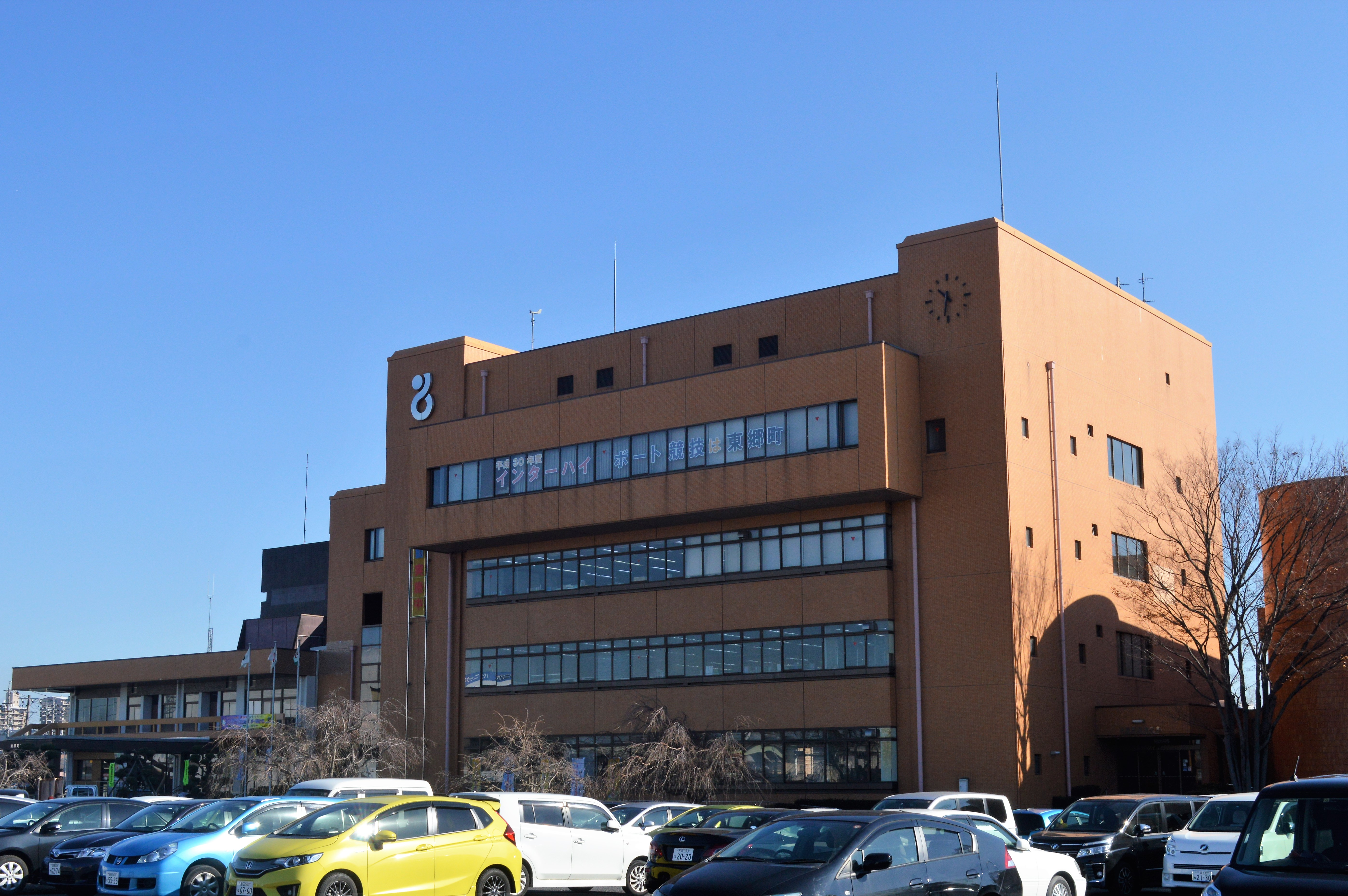
Мэрия посёлка Того